# Абердин-Сити
Аберди́н-Си́ти (англ. Aberdeen City, гэльск. Mòr-bhaile Obar Dheathain) — один из 32 округов Шотландии. Включает город Абердин и прилегающие территории. Граничит с округом Абердиншир.

## Достопримечательности
- Список замков Шотландии